# Münster-Erphoviertel

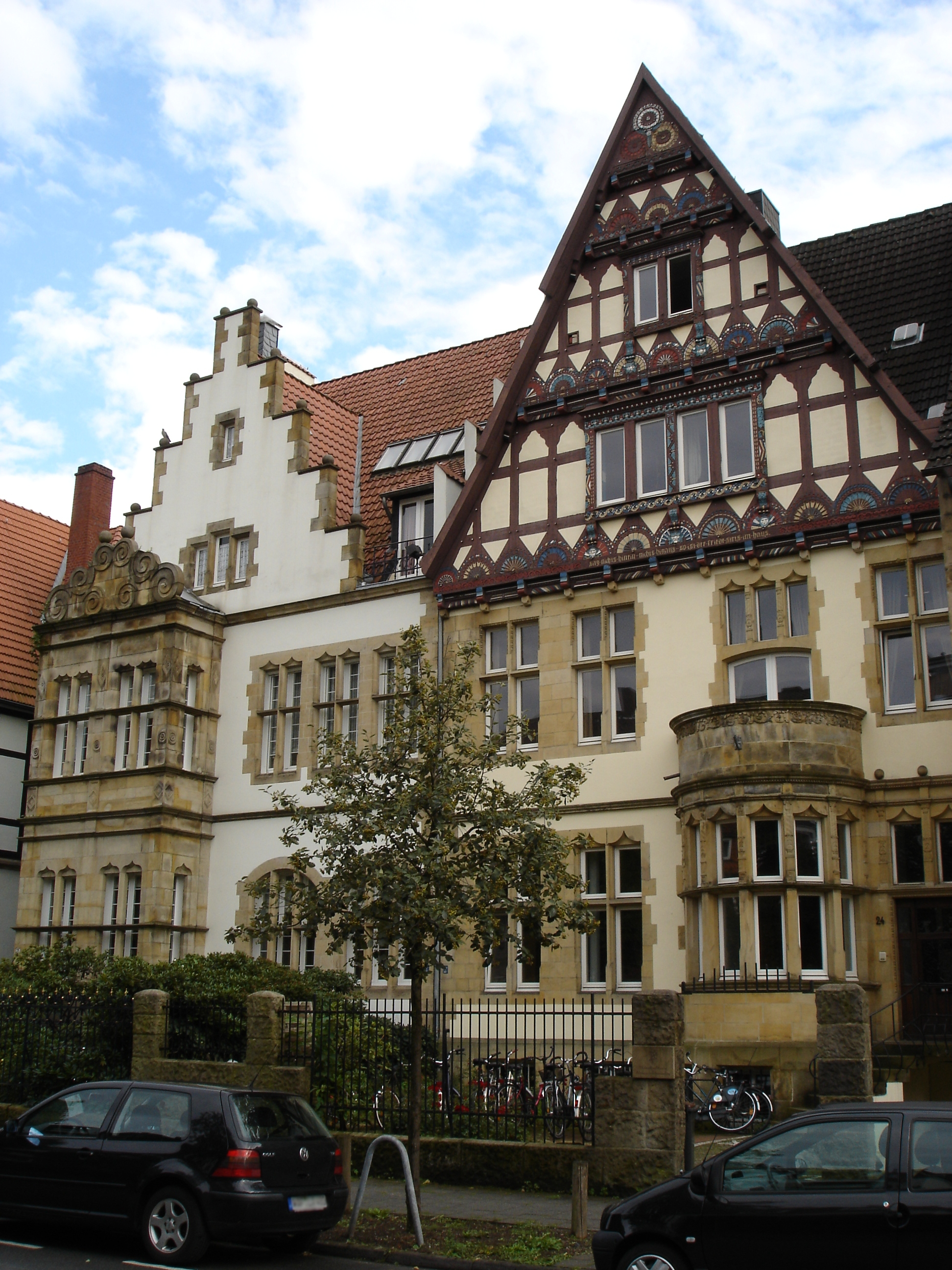
In der Burchardstraße.

Das Erphoviertel ist ein Stadtviertel der westfälischen Stadt Münster. Es liegt östlich des historischen Stadtzentrums im Stadtbezirk Mitte, zwischen der Warendorfer Straße und der Bahnstrecke Münster–Warendorf. Eine Zweiteilung erfährt das Erphoviertel durch den Kaiser-Wilhelm-Ring, der es in Nord-Süd-Richtung durchschneidet. Benachbarte Stadtviertel sind das Ostviertel im Südwesten, das Mauritzviertel im Südosten sowie Rumphorst im Nordwesten. Vom Stadtplanungsamt der Stadt Münster wird der Westen des Erphoviertels dem statistischen Bezirk Mauritz-West (25), der Osten dem Bezirk Mauritz-Mitte (45) zugeordnet.
Benannt ist das Viertel nach dem münsterschen Bischof Erpho und der Erphokirche im östlichen Teil. Viele Straßenzüge tragen zudem die Namen weiterer früherer Bischöfe, darunter zum Beispiel Burchard von Holte oder Dodo. Das Gebiet des Erphoviertels wurde 1875 aus der damaligen Gemeinde Sankt Mauritz ausgegliedert und nach Münster eingemeindet. Die Erpho- und Overbergstraße entstanden 1888, die übrigen Straßen westlich des Rings in den 1890er- und 1900er-Jahren. Die Christus-König-Kirche (genannt Erphokirche) wurde 1928–1930 erbaut. Der östliche Teil des Viertels stammt im Wesentlichen aus den 1920er- und 30er-Jahren. Hier ist die Siedlung des Beamtenwohnungsvereins zwischen Ostmark-, Löns-, Manfred- und Wiener Straße hervorzuheben.
Markant für das Erphoviertel ist die für ein Innenstadtviertel lockere Wohnbebauung, die auf Villen wie zum Beispiel die Villa Sunder-Plaßmann beziehungsweise auf im Stile von Villen angelegte Gebäude zurückzuführen ist. Bekanntester Vertreter ist die Villa ten Hompel, eine ehemalige Fabrikantenvilla, Sitz der Ordnungspolizei während der Zeit des Nationalsozialismus und seit 1999 Museum und Gedenkstätte. 
Die Steuerberaterkammer Westfalen-Lippe hat ihren Sitz im Erphoviertel.